# Revista de Marina
La Revista de Marina es una publicación bimestral, fundada el 1 de julio de 1885, dependiente de la Academia de Guerra Naval. Su misión es dar a conocer las inquietudes profesionales de los oficiales de la Armada de Chile, en servicio activo y en retiro, en temas tanto de la profesión naval como los de interés nacional.

## Misión
Es una publicación bimestral, fundada el 1 de julio de 1885. Su misión es reflejar las inquietudes profesionales de los oficiales de la Armada de Chile, en servicio activo y en retiro, servir como medio para divulgar y discutir los asuntos relacionados con el pensamiento naval y marítimo, tanto en Chile como en el extranjero y proveer un registro del acontecer naval y marítimo.

## Historia
Nació como resultado de la fundación del Círculo Naval, luego Club Naval, el 5 de abril de 1885, cuando un grupo de oficiales de la Armada de Chile procedieron a dar inicio al Círculo Naval que tendría como objetivos: 1.- Propender al adelanto de los conocimientos científicos y profesionales de la Armada 2.- Dar publicidad a un órgano de la Sociedad que se denominaría "Revista de Marina" y 3.- Sostener y fomentar la Biblioteca de Marina. En cumplimiento de lo acordado en el punto 2 anterior, el 1 de julio de 1885 fue fundada oficialmente la Revista de Marina y ese mismo día salió a circulación su primer número.
A los pocos años de su fundación el Círculo Naval fue desprendiéndose de algunas de sus actividades académicas las que fueron asumidas directamente por la Armada. En 1911 se creó la Academia de Guerra Naval y posteriormente en 1918 se produjo la segregación de la Revista de Marina, para dedicarse el Círculo Naval, que recién había cambiado su denominación a Club Naval,  prioritariamente al aspecto social de recreación, entretenimiento y cultural.
A fines de 1979, la superioridad naval dispuso que la Revista de Marina se vinculara con la Institución a través de la Academia de Guerra Naval. La decisión se adoptó por la importancia y trascendencia de los trabajos publicados y como una medida para impulsar el desarrollo de la investigación sobre problemas del poder naval y los intereses marítimos.
Entre el 28 y 30 de junio de 2000, como parte de la celebración del 115.º aniversario de su fundación organizó en Valparaíso el Primer Encuentro Continental de Directores de Revistas de Marina al que asistieron representantes de doce países: Argentina, Brasil, Canadá, Chile, Colombia, Ecuador, El Salvador, EE. UU., México, Perú, Uruguay y Venezuela. La primera consecuencia de este encuentro fue la creación, con fecha 1 de julio de 2000, de la Asociación Continental de Directores de Revistas de Marina.
El 1 de julio de 2001, se concretó el diseño y efectuó el lanzamiento de una nueva página web en Internet. Con ello se amplió y mejoró el acceso a la información disponible en el banco de artículos publicados. En una primera etapa se digitalizaron los últimos diez años de la revista para continuar el proceso hasta que todos los artículos publicados por la Revista de Marina desde 1885 estén disponibles en la red. El esquema del portal considera el ingreso a través de siete selectores: Revista, Temas, Autores, Años, Láminas, Links y E-Mail.

## Temas
La página web de la revista asigna los artículos publicados, con el propósito de facilitar su búsqueda, a alguno de los siguientes temas:
Mando y Administración, Ciencias Militares, Ciencias Sociales y Económicas, Ciencias Varias, Comunicación Social, Ceremonial y Protocolo, Derecho, Historia, Cultura General, Actividades Navales, Fuerzas Anfibias, Características Navales, Material Naval,  Personal Naval, Asuntos Profesionales de otras Instituciones Armadas, Intereses Marítimos, Relaciones Internacionales y Vida Nacional.
Cada tema tiene a su vez varios subtemas.

## Secciones de la revista
Cada ejemplar editado se divide en: Escenarios de Actualidad, Monografías y Ensayos, Ciencia y Tecnologías, Libros, Internet, Página de Marina, Crónica y Reportaje, y Bitácora Institucional.